# フォイヤーヴェルク
フォイヤーヴェルク（欧字名:Feuerwerk、2013年2月23日 - ）は、日本の競走馬。主な勝ち鞍に2020年の新潟ジャンプステークス。
馬名の意味は、ドイツ語で「花火」。

## 戦績

### デビュー前
2013年2月23日に北海道安平町のノーザンファームで誕生。父ディープインパクト、母のナイトマジックはドイツG1独オークス勝ち馬という良血であり、サンデーレーシングで一口300万円×40口の総額1億2000万円で募集された。ノーザンファーム早来で育成された後、栗東の池江泰寿厩舎に入厩した。

### 2歳 - 6歳（2015年 - 2019年）
2015年11月21日に京都競馬場で行われた2歳新馬戦にライアン・ムーア鞍上でデビュー。調教の時計が評判ほど出なかった事や、後に朝日杯フューチュリティステークスを制する良血馬リオンディーズが出馬していた事もあって評価は3番人気に留まり、レースでも見せ場なく13着と大敗を喫した。未勝利は4戦目で脱出するも、その後は6歳時までに条件戦を3勝するに留まった。

### 7歳（2020年）
この年から障害競走に転向し、デビュー戦を3着とした。続く障害未勝利戦では1番人気に応えて初勝利。その後の障害オープン戦も1番人気で連勝し障害転向後の成績を3戦2勝とした。
勢いに乗って出馬した障害重賞新潟ジャンプステークスでも1番人気に支持され、レースでは好位後ろから駒を進めると、最終障害飛越後の脚色も衰えることはなく、6馬身差の圧勝劇を披露して重賞初制覇を果たした。この勝利を受けて、管理する池江調教師は「少しずつステップを踏ませて、その先に大障害を使えればいいね」とコメントした。
3連勝で挑んだ阪神ジャンプステークスは1.5倍の圧倒的人気を集めるも7着に敗れる。その後は休養に入る。

### 8歳 - 9歳（2021年 - 2022年）
8歳初戦となった春麗ジャンプステークスでも1番人気となるが6着と惨敗、続く東京ジャンプステークスは9着に終わる。連覇を狙った新潟ジャンプステークスは後方から追い込み3着を確保した。秋に入り、阪神ジャンプステークスでは9着、イルミネーションジャンプステークスでは競走中止となった。
9歳に入り、久々の平地戦となった美濃ステークスは10着。このレースを最後に現役を引退した。

## 競走成績
以下の内容はnetkeiba.comの情報に基づく。
| 競走日     | 競馬場 | 競走名             | 格       | 距離（馬場）  | 頭 数 | 枠 番 | 馬 番 | オッズ （人気） | 着順 | タイム （上り3F） | 着差 | 騎手         | 斤量 [kg] | 1着馬（2着馬）         | 馬体重 [kg] |
| ---------- | ------ | ------------------ | -------- | ------------- | ----- | ----- | ----- | --------------- | ---- | ----------------- | ---- | ------------ | --------- | ---------------------- | ----------- |
| 2015.11.21 | 京都   | 2歳新馬            |          | 芝2000m（良） | 15    | 5     | 9     | 005.30（3人）   | 13着 | R2:04.5（35.4）   | R2.3 | R.ムーア     | 55        | リオンディーズ         | 436         |
| 2016.03.12 | 中京   | 3歳未勝利          |          | 芝2200m（稍） | 18    | 2     | 3     | 005.10（3人）   | 09着 | R2:16.0（35.3）   | -1.0 | C.ルメール   | 56        | カフジプリンス         | 444         |
| 0000.04.17 | 阪神   | 3歳未勝利          |          | 芝2400m（重） | 17    | 2     | 3     | 011.20（5人）   | 07着 | R2:30.6（37.8）   | -0.5 | 小崎綾也     | 55        | プロジェクト           | 440         |
| 0000.05.08 | 新潟   | 3歳未勝利          |          | 芝2400m（良） | 16    | 5     | 9     | 011.10（5人）   | 01着 | R2:28.3（35.9）   | -0.2 | 石橋脩       | 56        | （スギノグローアップ） | 436         |
| 0000.10.01 | 阪神   | 3歳上500万下       |          | 芝2400m（稍） | 18    | 8     | 16    | 020.80（7人）   | 04着 | R2:27.8（36.7）   | -0.7 | 川田将雅     | 54        | シャケトラ             | 450         |
| 0000.10.22 | 新潟   | 萬代橋特別         | 500万下  | 芝2400m（良） | 12    | 8     | 12    | 006.50（4人）   | 03着 | R2:32.1（35.4）   | -0.1 | 石橋脩       | 54        | メイショウガーデン     | 442         |
| 0000.12.24 | 阪神   | 3歳上500万下       |          | 芝2600m（稍） | 18    | 5     | 9     | 006.90（3人）   | 04着 | R2:41.8（36.3）   | -0.4 | V.シュミノー | 55        | ヴァフラーム           | 452         |
| 2017.03.19 | 阪神   | 4歳上500万下       |          | 芝2400m（良） | 9     | 6     | 6     | 003.80（2人）   | 03着 | R2:27.0（34.0）   | -0.2 | 川田将雅     | 56        | ダイナミックアロー     | 448         |
| 0000.05.07 | 新潟   | 荒川峡特別         | 500万下  | 芝2400m（稍） | 12    | 7     | 9     | 002.50（1人）   | 01着 | R2.29.5（36.0）   | -0.2 | 石橋脩       | 57        | （ラッシュアワー）     | 438         |
| 0000.08.19 | 新潟   | 出雲崎特別         | 500万下  | 芝2400m（良） | 13    | 7     | 11    | 003.70（1人）   | 08着 | R2:28.4（34.5）   | -0.5 | 石橋脩       | 57        | コウキチョウサン       | 444         |
| 0000.10.21 | 新潟   | 萬代橋特別         | 500万下  | 芝2400m（良） | 10    | 6     | 6     | 001.50（1人）   | 01着 | R2:26.0（35.5）   | -0.0 | 石橋脩       | 57        | （ブライトクォーツ）   | 440         |
| 0000.12.17 | 中京   | 尾張特別           | 1000万下 | 芝2200m（良） | 13    | 8     | 12    | 004.20（2人）   | 03着 | R2:13.3（35.1）   | -0.2 | 北村友一     | 57        | レイホーロマンス       | 442         |
| 2018.04.07 | 阪神   | 白鷺特別           | 1000万下 | 芝2400m（良） | 8     | 4     | 4     | 001.90（1人）   | 02着 | R2:28.8（35.2）   | -0.1 | 川田将雅     | 57        | ヒシマサル             | 444         |
| 0000.04.29 | 東京   | 陣馬特別           | 1000万下 | 芝2400m（良） | 12    | 5     | 5     | 002.40（1人）   | 08着 | R2:25.6（35.2）   | -0.4 | 石橋脩       | 56        | コウキチョウサン       | 440         |
| 0000.06.17 | 東京   | 町田特別           | 1000万下 | 芝2400m（良） | 8     | 1     | 1     | 005.10（2人）   | 02着 | R2:25.0（35.1）   | -0.2 | 川田将雅     | 56        | ムイトオブリガード     | 438         |
| 0000.07.01 | 中京   | 木曽川特別         | 1000万下 | 芝2200m（良） | 10    | 7     | 7     | 005.30（4人）   | 03着 | R2:11.1（34.9）   | -0.3 | M.デムーロ   | 57        | ダノンマジェスティ     | 440         |
| 0000.10.02 | 阪神   | 兵庫特別           | 1000万下 | 芝2400m（良） | 8     | 3     | 3     | 004.60（3人）   | 03着 | R2:27.9（34.1）   | -1.1 | 丸山元気     | 56        | アフリカンゴールド     | 448         |
| 0000.12.22 | 阪神   | 江坂特別           | 1000万下 | 芝2400m（稍） | 9     | 4     | 4     | 005.90（4人）   | 06着 | R2:30.5（36.5）   | -0.8 | H.ボウマン   | 57        | パリンジェネシス       | 460         |
| 2019.01.20 | 京都   | 睦月賞             | 1000万下 | 芝2400m（稍） | 8     | 1     | 1     | 005.90（4人）   | 02着 | R2:29.9（36.0）   | -0.2 | 和田竜二     | 56        | コスモピクシス         | 458         |
| 0000.02.09 | 京都   | 琵琶湖特別         | 1000万下 | 芝2400m（良） | 8     | 1     | 1     | 005.30（4人）   | 01着 | R2:28.2（35.3）   | -0.0 | 和田竜二     | 57        | （アロマドゥルセ）     | 458         |
| 0000.04.29 | 京都   | 烏丸S              | 1600万下 | 芝2400m（良） | 12    | 7     | 10    | 014.10（7人）   | 09着 | R2:26.0（34.5）   | -0.7 | B.アヴドゥラ | 55        | レノヴァール           | 456         |
| 0000.05.11 | 東京   | 緑風S              | 1600万下 | 芝2400m（良） | 9     | 4     | 4     | 043.60（7人）   | 08着 | R2:24.8（34.9）   | -1.7 | 内田博幸     | 55        | ヴァントシルム         | 452         |
| 0000.10.06 | 東京   | 六社S              | 3勝      | 芝2400m（良） | 15    | 8     | 15    | 049.2（10人）   | 09着 | R2:26.5（33.6）   | -0.7 | A.シュタルケ | 54        | アフリカンゴールド     | 456         |
| 0000.10.26 | 京都   | 古都S              | 3勝      | 芝2400m（稍） | 7     | 2     | 2     | 012.30（6人）   | 06着 | R2:30.8（34.3）   | -0.4 | A.シュタルケ | 57        | プリンスオブペスカ     | 456         |
| 0000.12.21 | 中山   | グレイトフルS      | 3勝      | 芝2500m（良） | 16    | 7     | 13    | 138.0（16人）   | 14着 | R2:36.7（35.2）   | -1.1 | 石橋脩       | 54        | ロサグラウカ           | 454         |
| 2020.04.25 | 福島   | 障害4歳上未勝利    |          | 障2770m（良） | 10    | 4     | 4     | 009.60（4人）   | 03着 | R3:01.5（13.1）   | -0.6 | 森一馬       | 60        | ウインスラーヴァ       | 454         |
| 0000.05.17 | 新潟   | 障害4歳上未勝利    |          | 障2890m（稍） | 14    | 6     | 10    | 002.00（1人）   | 01着 | R3:09.4（13.1）   | -1.3 | 森一馬       | 60        | （ソッサスブレイ）     | 456         |
| 0000.07.04 | 福島   | 障害3歳上OP        |          | 障2750m（重） | 14    | 2     | 2     | 002.50（1人）   | 01着 | R3:01.0（13.2）   | -0.1 | 森一馬       | 60        | （セイウンフォーカス） | 496         |
| 0000.08.01 | 新潟   | 新潟JS             | J・GIII  | 障3250m（稍） | 14    | 2     | 2     | 002.40（1人）   | 01着 | R3:30.7（13.0）   | -1.0 | 森一馬       | 60        | （メドウラーク）       | 456         |
| 0000.09.19 | 中京   | 阪神JS             | J・GIII  | 障3300m（良） | 13    | 7     | 10    | 001.50（1人）   | 07着 | R3:35.8（13.1）   | -2.5 | 森一馬       | 60        | タガノエスプレッソ     | 456         |
| 2021.02.27 | 小倉   | 春麗JS             | OP       | 障3390m（稍） | 11    | 8     | 11    | 003.10（1人）   | 06着 | R3:54.7（13.8）   | -2.5 | 森一馬       | 61        | ボナパルト             | 458         |
| 0000.06.26 | 東京   | 東京JS             | J・GIII  | 障3110m（良） | 14    | 4     | 5     | 015.40（7人）   | 09着 | R3:29.2（13.5）   | -0.9 | 白浜雄造     | 60        | スマートアペックス     | 464         |
| 0000.07.31 | 新潟   | 新潟JS             | J・GIII  | 障3250m（良） | 13    | 8     | 13    | 008.00（4人）   | 03着 | R3:29.5（12.9）   | -0.5 | 白浜雄造     | 60        | トゥルボー             | 464         |
| 0000.09.18 | 中京   | 阪神JS             | J・GIII  | 障3300m（不） | 10    | 3     | 3     | 007.50（5人）   | 09着 | R3:42.6（13.5）   | -4.3 | 白浜雄造     | 60        | トゥルボー             | 470         |
| 0000.12.04 | 中山   | イルミネーションJS | OP       | 障3570m（良） | 13    | 8     | 12    | 016.80（5人）   |      | 競走中止          |      | 小坂忠士     | 60        | レオビヨンド           | 446         |
| 2022.01.30 | 中京   | 美濃S              | 3勝      | 芝2200m（良） | 11    | 2     | 2     | 108.2（10人）   | 10着 | R2:15.5（34.5）   | -0.9 | 富田暁       | 57        | パトリック             | 460         |

## エピソード

### 評価
前述のとおり良血馬であり、 生産したノーザンファームの吉田勝己は「あれはモンスター!すごいですよ!」「どんどん力つけているし、将来が非常に楽しみです」と高く評価。ノーザンファーム早来の林厩舎長が「別世界の生き物」「これは馬じゃない。ボクサー犬だ!」と表現したり、池江泰寿調教師も「日本の三冠はもちろん、凱旋門賞まで意識している馬です。」とコメントする等、デビュー前から高い評価を寄せられ、募集額も一口300万円×40口と比較的高額であった。（参考として同じサンデーレーシング出身の三冠馬オルフェーヴルは一口150万円×40口）。しかし期待とは裏腹に、長く条件馬に甘んじる競走生活を送り、7歳で障害競走に転向した。
障害転向後は2戦目から3連勝し、6馬身差の圧勝で重賞タイトルを獲得した。これにより年末の中山大障害でオジュウチョウサンの対抗馬になるだろうとも期待された。ただし連勝はその後に止まり、2020年末の中山大障害には結局出走しなかった。なお同レースにはオジュウチョウサンも出走していない。

## 血統表
| フォイヤーヴェルクの血統                 | フォイヤーヴェルクの血統                               | フォイヤーヴェルクの血統 | （血統表の出典）     | （血統表の出典） |
| 父系                                     | サンデーサイレンス系                                   | サンデーサイレンス系     | サンデーサイレンス系 | [ § 2 ]          |
| 父 ディープインパクト 2002 鹿毛          | 父の父*サンデーサイレンス Sunday Silence 1986 青鹿毛   | Halo                     | Hail to Reason       | Hail to Reason   |
| 父 ディープインパクト 2002 鹿毛          | 父の父*サンデーサイレンス Sunday Silence 1986 青鹿毛   | Halo                     | Cosmah               |                  |
| 父 ディープインパクト 2002 鹿毛          | 父の父*サンデーサイレンス Sunday Silence 1986 青鹿毛   | Wishing Well             | Understanding        | Understanding    |
| 父 ディープインパクト 2002 鹿毛          | 父の父*サンデーサイレンス Sunday Silence 1986 青鹿毛   | Wishing Well             | Mountain Flower      |                  |
| 父 ディープインパクト 2002 鹿毛          | 父の母*ウインドインハーヘア Wind in Her Hair 1991 鹿毛 | Alzao                    | Lyphard              | Lyphard          |
| 父 ディープインパクト 2002 鹿毛          | 父の母*ウインドインハーヘア Wind in Her Hair 1991 鹿毛 | Alzao                    | Lady Rebecca         |                  |
| 父 ディープインパクト 2002 鹿毛          | 父の母*ウインドインハーヘア Wind in Her Hair 1991 鹿毛 | Burghclere               | Busted               | Busted           |
| 父 ディープインパクト 2002 鹿毛          | 父の母*ウインドインハーヘア Wind in Her Hair 1991 鹿毛 | Burghclere               | Highclere            |                  |
| 母 *ナイトマジック Night Magic 2006 芦毛 | 母の父Sholokhov 1999 鹿毛                              | Sadler's Wells           | Northern Dancer      | Northern Dancer  |
| 母 *ナイトマジック Night Magic 2006 芦毛 | 母の父Sholokhov 1999 鹿毛                              | Sadler's Wells           | Fairy Bridge         |                  |
| 母 *ナイトマジック Night Magic 2006 芦毛 | 母の父Sholokhov 1999 鹿毛                              | La Meilleure             | Lord Gayle           | Lord Gayle       |
| 母 *ナイトマジック Night Magic 2006 芦毛 | 母の父Sholokhov 1999 鹿毛                              | La Meilleure             | Gradille             |                  |
| 母 *ナイトマジック Night Magic 2006 芦毛 | 母の母Night Woman 1998 芦毛                            | Monsun                   | Konigsstuhl          | Konigsstuhl      |
| 母 *ナイトマジック Night Magic 2006 芦毛 | 母の母Night Woman 1998 芦毛                            | Monsun                   | Mosella              |                  |
| 母 *ナイトマジック Night Magic 2006 芦毛 | 母の母Night Woman 1998 芦毛                            | Noveka                   | Kalaglow             | Kalaglow         |
| 母 *ナイトマジック Night Magic 2006 芦毛 | 母の母Night Woman 1998 芦毛                            | Noveka                   | Novelle              |                  |
| 母系(F-No.)                              | (FN:7-r)                                               | (FN:7-r)                 | (FN:7-r)             | [ § 3 ]          |
| 5代内の近親交配                          | Northern Dancer 4×5                                    | Northern Dancer 4×5      | Northern Dancer 4×5  | [ § 4 ]          |
| 出典                                     | 1. 2. 3. 4.                                            | 1. 2. 3. 4.              | 1. 2. 3. 4.          | 1. 2. 3. 4.      |

- 全弟グレートマジシャンは2021年毎日杯2着、東京優駿4着。